# Canton de Charleville-Centre
Le canton de Charleville-Centre est une ancienne division administrative française située dans le département des Ardennes et la région Champagne-Ardenne.

## Géographie

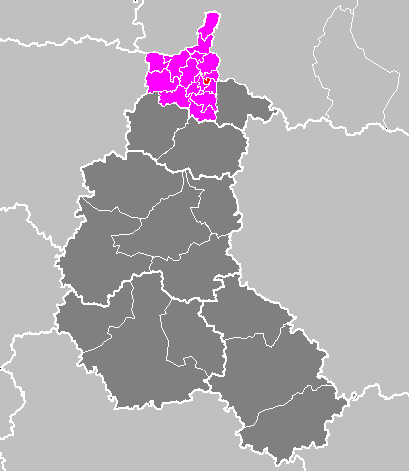
Le Canton de Charleville-Centre dans l'Arrondissement de Charleville-Mézières, le département des Ardennes et la région Champagne-Ardenne.

## Histoire
Le canton de Charleville-Centre est issu de la division de l'ancien canton de Charleville par le décret n° 73-715 du 23 juillet 1973. La deuxième partie du territoire est devenue le canton de Charleville-La Houillère.

## Administration
| Période | Période | Identité           | Étiquette       | Qualité |
| ------- | ------- | ------------------ | --------------- | --- |
| 1973    | 1976    | André Lebon        | PS              | Député (1967-1978) Maire de Charleville-Mézières                                                                         |
| 1976    | 1994    | Luc Pilard         | DVD puis UDF-PR | Directeur du Crédit agricole des Ardennes, adjoint au maire de Charleville-Mézières, ancien maire de Montcy-Saint-Pierre |
| 1994    | 2008    | André Marquet      | UDF-CDS         | Chef d'entreprise, conseiller municipal de Charleville-Mézières                                                          |
| 2008    | 2015    | Christophe Léonard | PS              | directeur général des services de Fumay Député (2012-2017)                                                               |

## Composition
Le canton de Charleville-Centre se composait d’une fraction de la commune de Charleville-Mézières et de deux autres communes. Il comptait 12 221 habitants (population municipale) au 1er janvier 2012.
| Nom                              | Code Insee | Intercommunalité     | Population (dernière pop. légale)              |
| -------------------------------- | ---------- | -------------------- | ---------------------------------------------- |
| Charleville-Mézières (chef-lieu) | 08105      | CA Ardenne Métropole | Fraction : 8 954(2012) Commune : 48 615 (2014) |
| Aiglemont                        | 08003      | CA Ardenne Métropole | 1 691 (2014)                                   |
| Montcy-Notre-Dame                | 08298      | CA Ardenne Métropole | 1 650 (2014)                                   |

## Démographie
| 1975 | 1982 | 1990   | 1999   | 2006   | 2011   | 2012   |
| ---- | ---- | ------ | ------ | ------ | ------ | ------ |
| -    | -    | 13 129 | 12 746 | 12 336 | 12 065 | 12 221 |